# Municipio de Hazel Green
El municipio de Hazel Green (en inglés: Hazel Green Township) es un municipio ubicado en el condado de Delaware en el estado estadounidense de Iowa. En el año 2010 tenía una población de 378 habitantes y una densidad poblacional de 4,05 personas por km².

## Geografía
El municipio de Hazel Green se encuentra ubicado en las coordenadas 42°20′24″N 91°25′20″O / 42.34000, -91.42222. Según la Oficina del Censo de los Estados Unidos, el municipio tiene una superficie total de 93.26 km², de la cual 93,26 km² corresponden a tierra firme y (0 %) 0 km² es agua.

## Demografía
Según el censo de 2010, había 378 personas residiendo en el municipio de Hazel Green. La densidad de población era de 4,05 hab./km². De los 378 habitantes, el municipio de Hazel Green estaba compuesto por el 98,15 % blancos, el 0,53 % eran afroamericanos, el 1,32 % eran de otras razas. Del total de la población el 0 % eran hispanos o latinos de cualquier raza.